# Kreuzweingarten
Kreuzweingarten is een plaats in de Duitse gemeente Euskirchen, deelstaat Noordrijn-Westfalen, en telt 804 inwoners (2006).